# Nakło (Kotulin)
Nakło – część wsi Kotulin w Polsce, położona w województwie śląskim, w powiecie gliwickim, w gminie Toszek.
W latach 1975–1998 Nakło położone było w województwie katowickim.

## Położenie
Nakło jest położone na południe od Skał i na północny zachód od Kotulinka (Kotulin Mały).